# 繆樂
繆樂（英語：Alice Amu，1977年2月4日—），出生於香港，香港女歌手。發行首張個人專輯《蛻-Molting》，以個人唱作歌手名義出道。現同時是一個歌唱導師、能量學導師、天語歌手、網台主持、信報優雅生活 BLOGGER、「眾元聲學」和「元始能量學」創辦人。
13歲自編、導、演校內音樂劇，15歲赴澳洲昆士蘭大學留學，亦曾經擔任澳洲華語廣播電台節目主持、節目策劃、監製、廣播劇編導。受到啟蒙老師林德寶及李華笙影響，決意在流行聲樂、教學和音樂創作發展。

## 音樂作品

### 个人專輯
| 發行時間 | 專輯名稱       | 附註 |
| -------- | -------------- | ---- |
| 2009年   | 《蛻-Molting》 |      |

| 發行時間 | 專輯名稱   | 附註 |
| -------- | ---------- | ---- |
| 2022年   | 《Awaken》 |      |

### 專輯內容
| 發行时間 | 歌曲名稱（英文）                |
| 2009     | 《Fiesta Moment》               |
| 2009     | 《MJ (Full Version)》           |
| 2009     | 《精挑細選》 （Best Choice）    |
| 2009     | 《請勿打擾》（Don't Disturb）   |
| 2009     | 《一萬個未來》（10000 futures） |

| 發行时間 | 歌曲名稱（英文）          |
| 2022     | 《Oneness(Ho'oponopono)》 |
| 2022     | 《Awaken》                |

## 外部連結
- 繆樂的Instagram帳戶
- Alice Amu Facebook專頁
- Alice Amu 網站專頁 （页面存档备份，存于）